# Provisorium

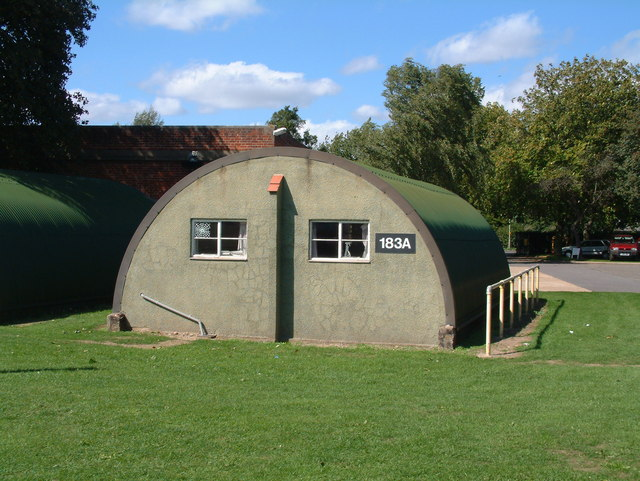
Nissenhütte, ein provisorisches Haus

Das Provisorium (von lat. provisio, „Vorsorge“) bezeichnet eine für den vorübergehenden Zweck eingerichtete Sache, wobei die zeitliche Beschränkung des Gebrauches von vornherein festgelegt wird. Bedeutungsähnlich ist der Begriff Interim für eine Übergangslösung.
Gelegentlich wird ein Provisorium zur Dauereinrichtung, dann spricht man scherzhaft von einem Providurium.
Dies sollte aber nur dann der Fall sein, wenn die vorübergehende Errichtung dem Nutzen auf Dauer standhält.

Im juristischen Sprachgebrauch wird eine vorsorgliche Maßnahme u. a. als Provisorium bezeichnet (vgl. dagegen Superprovisorium).

## Beispiele
So galt die Wahl von Bonn als vorläufige Hauptstadt und vorläufiger Regierungssitz der Bundesrepublik Deutschland nach dem Ende des Zweiten Weltkriegs zunächst nur als Provisorium. Als dann die Wiedervereinigung Westdeutschlands mit dem „anderen Teil Deutschlands“, der DDR, und ganz Berlin in absehbarer Zeit nicht realisierbar schien, richteten sich die Verfassungsorgane in Bonn dauerhaft ein. Das zeigte sich nicht zuletzt am Neubau des Plenargebäudes für den Deutschen Bundestag in den 1980ern. Erst als die Herstellung der Einheit Deutschlands 1990 – für die meisten Menschen unerwartet – Wirklichkeit wurde, fasste der Bundestag nach einer kontrovers geführten Debatte den Beschluss, das „Dauer-Provisorium“ Bonn zu verlassen und nach Berlin umzuziehen, wobei ein Teil der Bundesministerien weiterhin im früheren Provisorium verbleiben sollte.
Auch das Grundgesetz für die Bundesrepublik Deutschland galt zunächst als Provisorium, dem nach der damals immer angestrebten Wiedervereinigung eine gesamtdeutsche Verfassung folgen sollte; das brachte auch die dem Grundgesetz vorangestellte Präambel deutlich zum Ausdruck. Als 1990 die DDR zu existieren aufhörte und die neugebildeten Länder auf der Basis des Grundgesetzes zu Bundesländern der Bundesrepublik wurden, wandelte sich das „Provisorium“ Grundgesetz verfassungsrechtlich und verfassungspolitisch zur endgültigen Verfassung des vereinten Deutschland, ohne dass darüber die einst vorgesehene Abstimmung durchgeführt wurde.
In der Zahnmedizin wird vorübergehend ein Provisorium angefertigt und eingesetzt, wenn ein Zahnverlust nicht sofort repariert werden kann, um für die Zwischenzeit kautechnisch oder optisch störende Zahnlücken zu vermeiden.
Das Globus-Provisorium auf der Papierwerd in Zürich gehört zu den bekanntesten Provisorien in der Schweiz. 1968 kam es dort zum Globuskrawall.
In Österreich werden interimistische Besetzungen von Leitungspositionen oft mit Postenkorruption bzw. Parteibuchwirtschaft in Verbindung gebracht.

## Gegenstück
Das Gegenstück zum Provisorium ist der seltener verwendete Begriff Definitivum.